# Николаев, Валентин Арсеньевич
Николаев Валентин Арсеньевич (21 октября 1937 — 11 декабря 2008) — русский писатель, прозаик и очеркист, инженер-механик.

## Биография
Родился 21 октября 1937 года в д. Вторушино Юрьевецкого района Ивановской области в семье колхозников — рыбаков, в не бедной грамотной семье. Именно колхоз «Красный рыбак» на берегу озера Чёрное в излучине реки Унжи и был первой землей В. Николаева, на которой прожил он до 14 лет, пока не окончил семилетнюю школу.
До 1955 года рыбачил, работал на сплаве и лесоразработках. Затем приехал в Горький и стал работать разнорабочим, а потом плотником на стройке. В 1956—1961 годах В. Николаев — курсант Горьковского речного училища им. И. П. Кулибина. Здесь, в училище, он начал посещать литературно-творческий кружок, которым руководил горьковский писатель И. М. Денисов.
Первый рассказ В. Николаева «Выстрел» был опубликован в газете речников «Волжская вахта» в 1959 году.
Окончив училище, Николаев трудился в Саратовском речном порту крановщиком, учился в политехническом институте, который через три года оставил. Затем в Саратове же работал инженером-механиком в строительной организации. А к 1965 году вернулся в Горький и некоторое время работал на Балахнинском бумкомбинате им. Ф. Э. Дзержинского. Это было время поиска в жизни писателя: он искал землю и людей, о которых хотелось бы писать. И вернулся на Унжу.
Тут нашел всё. Навигации 1965, 1966, 1967 годов были лучшими в жизни В. Николаева: он занимался любимой работой (был старшим механиком на плавучем дизель-электрическом кране, а затем линейным механиком), жил в родных местах среди близких людей, а главное — снова попал в родную языковую стихию, знакомую и любимую с детства.
В эти годы, несмотря на загруженность речной работой, В. Николаев много писал и осенью 1967 года уехал учиться в Москву в Литературный институт им. М. Горького, где его учителем стал Борис Васильевич Бедный, автор знаменитых «Девчат».
Первая повесть Николаева «Закон навигации» была и дипломной работой, получившей тогда отличную оценку.
В 1972 году писатель ездил по литературной командировке на КамАЗ и написал очерк «Земные звезды», который был опубликован в журнале «Молодая гвардия»(1972). Этим очерком открывалась серия материалов «Молодой гвардии», взявшей шефство над КамАЗом. В это же время печатается очерк «Деду и внуку» в «Литературной России».
Лето 1973 года Николаев провел на Камчатке в рыболовецком колхозе им. Бекерева (отправился туда как литератор в командировку и всю путину проработал рыбаком на ставном неводе и сейнере МРС). Очерк о камчатских рыбаках «Среди моря, среди сопок» был напечатан в журнале «Юность» (1980).
С 1974 года В. А. Николаев жил в г. Мантурово на Унже и писал свою книгу о шкиперах «Не убежит река».
Член Союза писателей (СССР), России с 1978 года, заслуженный работник культуры РФ, лауреат премии Нижнего Новгорода (2000).
Лауреат Всесоюзного литературного конкурса им. Н. Островского (1986).
Удостоен премий журналов «Волга» (за повесть «Шумит Шилекша», 1985) и Нижний Новгород (за публицистический цикл «Тоска по мастеру» из кн. «В России в непогоду», 1997).
В Нижнем Новгороде жил постоянно с 1979 года.
Более 20 лет руководил областным литературным объединением молодых прозаиков «Воложка».
Автор книг прозы, изданных в Москве и Горьком: «Солнышко — всем», «Дыхание берегов», «Не убежит река», «Весновка», «Верховья», «Светлым — светло», «Шумит Шилекша», «Авва Даниил», «Алексий, человек Божий», «Земная жизнь Пресвятой Богородицы», «Горячий апостол», «Свет слова и тоска по мастеру».
Умер 11 декабря 2008 года в Нижнем Новгороде. Похоронен на Федяковском кладбище.

## Творчество

### Книги
- Солнышко — всем: Рассказы и повесть/Предисл. Б.Бедного. М.: Современник, 1976.- 220 с. — (Первая книга в столице).
  - Содерж.: Рассказы: Голубышки; Долгая дорога; Камень; Ровесница; Материнское лето; Утро; Закон навигации; Повесть: Весновка (Речной дневник).

- Дыхание берегов: Повесть, рассказы, очерки/Худож. А.Алямовский.- Горький: Волго-Вят. кн. изд-во, 1977.- 206 с.
  - Содерж.: Закон навигации: Повесть; Рассказы: Голубышки; Материнское лето; Долгая дорога; Ровесница; Камень; Очерки: Утро; Деду и внуку; Весновка; Бумажные версты.

- Не убежит река: Рассказы/ Худож. А. Алямовский. — Горький: Волго-Вят. кн. изд-во, 1981.- 224 с.
  - Содерж.: Не убежит река; Творец сияний; Боцман; Строповна, Европовна…; Тришка — рви; Буль-Буля; Тима — сын; Тима — отец; Шкипер Феня; Балда и др. рассказы.

- Весновка: Повесть, рассказы. — М.: Современник, 1983. — 208 с.
  - Содерж.: Не убежит река: Повествование о шкиперах; Рассказы: Весновка; Утро; Среди моря, среди сопок; Волны.

- Верховья: Повести. — Горький: Волго-Вят. кн. изд-во, 1985. — 272 с.
  - Содерж.: Шумит Шилекша: Повесть; Закон навигации: Повесть;

- Шумит Шилекша: Повесть. — М.: Мол. гвардия, 1988.- 196 с.

- Светлым — светло: Рассказы. — Нижний Новгород: Волго-Вят. кн. изд-во, 1991.- 366 с.
  - Содерж.: Над рыбами, под звездами: Записки с полуострова, или Радости и страдания на Макарьевском тракте; Не убежит река: Повествование о шкиперах; Среди моря, среди сопок; Светлым — светло; Мы ходили по зимней Оссоре и др. рассказы.

- Авва Даниил. — Николо-Погост: Духовный сад, 2003.- 32 с. — (Детская православная библиотека).

- Алексий, человек Божий. — Нижний Новгород: Духовный сад, 2004. — 64 с. — (Жития святых детям).

- Земная жизнь Пресвятой Богородицы для детей. — Николо-Погост: Родное пепелище, 2005. — 176 с.

- Горячий апостол.- Николо-Погост: Духовный сад, 2007. — 80 с.- (Жития святых детям).

- Свет слова и тоска по мастеру: Раздумья о творчестве и литературе. — Николо-Погост: Родное пепелище, 2008. — 144 с.

- Собрание сочинений. В 2 т. — Нижний Новгород: Родное пепелище, 2010. — 608 + 608 с.
  - Содерж.: Том 1. Закон навигации. Не убежит река. Шумит Шелекша: Повести. Рассказы. Очерки. Примечания. Том 2. В России в непогоду: Записки с полуострова, или радости и страдания на Макарьевском тракте. Раздумья провинциала во все времена года. Истоки дней и рек наших, или воспоминания о Волге. Свет слова и тоска по Мастеру (раздумья о литературе и творчестве): Эссе. Духовная проза. Рассказы. Примечания.

### Публикации в сборниках и периодической печати
- Деду и внуку: Очерк. — Лит. Россия, 1972, 20 окт., С.5.
- Земные звезды: Репортаж. — Мол.гвардия, 1972, № 10, С.256-262.
- Камень; Дорога: Рассказы. — В кн.: Родники. М., 1973, С. 63-70.
- Последняя навигация: Повесть. Вольное лето: Рассказ. — В кн.: Вступление. Горький, 1974, С. 30-151.
- Весновка: Записки инженера-сплавщика. — Наш современник, 1975, № 9, С.149-159.
- Голубышки: Рассказ. — В кн.: Дружба: Сов.-болг. лит.-худож. общ.-полит. ил. альманах. М. — София, 1976, № 7, С.29-33.
- Пастухи: Очерк. — В кн.: Целина за околицей. Горький, 1980, С.45-63.
- Среди моря, среди сопок: Очерк. — Юность, 1980, № 7, С. 81-88.
- Творец сияний: Рассказ. — Жизнь национальностей, 1993, № 1, С.68-71.
- Тоска по мастеру: Раздумья о литературе и творчестве (в сокр). — В кн.: Обитель слова: альманах. Воскресенский мужской монастырь. Ермолинская пустынь, 2003, вып.2, С.243-265
- Тоска по мастеру: Раздумья о литературе и творчестве. — Вертикаль, 2003, вып.6, С.91-95; 2003, вып.7, С.87-90; 2006, вып.15, С.25-40; 2006, вып.16, С.45-60;
- Голубышки: Рассказ. Камень: Рассказ. — Нижегородская антология прозы. — Нижний Новгород: Книги, 2004, С.209-216.
- Оглашенный: Рассказ. Счастье в метельных дубах: Рассказ. — Вертикаль, 2005, № 12-13, С. 127—143.
- Сизый шилохвость: Рассказ. — Вертикаль, 2005, вып.14, С.62-76.
- Счастье в метельных дубах: Рассказ. — Земляки: Нижегородский альманах. Нижний Новгород, 2005, вып.2, С.217-229.
- Оглашенный: Рассказ. — Земляки: Нижегородский альманах. Нижний Новгород, 2008, вып.6, С.71-86.